# فهرست مقالات حقوق بین‌الملل عمومی
لیست مباحث حقوق بین‌الملل عمومی:
این یک فهرست جامع از صفحات مربوط به حقوق بین‌الملل عمومی، یعنی مباحثی از حقوق است که با نظام سازمان ملل متحد و حقوق بین‌الملل کار می‌کنند.
- کنوانسیون برن برای حمایت از آثار ادبی و هنری
- کنوانسیون تنوع زیستی
- کنوانسیون حقوق کودک
- جرایم علیه قوانین بین‌المللی
- اعلامیه جنگ
- دستورالعمل هماهنگی مدت حمایت از حق چاپ
- دستورالعمل حق چاپ در اتحادیه اروپا
- قانون اتحادیه اروپا
- اساسنامه شرکت اروپایی
- توافق کلی برای مالیات واردات و تجارت
- کنوانسیون‌های ژنو
- تاریخ حقوق بین‌الملل عمومی
- کمیته حقوق بشر
- حق چاپ بین‌المللی
- دیوان بین‌المللی دادگستری
- دادگاه بین‌المللی جنایی برای یوگسلاوی سابق
- دادگاه بین‌المللی جنایی برای رواندا
- دادگاه جنایی بین‌المللی
- میثاق بین‌المللی حقوق مدنی و سیاسی
- میثاق بین‌المللی حقوق اقتصادی، اجتماعی و فرهنگی
- قوانین بین‌المللی حقوق بشر
- قوانین بین‌المللی بشردوستانه
- نهادهای قضایی بین‌المللی
- دادگاه جایزه بین‌المللی
- قانون تجارت بین‌المللی
- قوانین جنگ
- لیست معاهدات
- توافقنامه مادرید
- قطعنامه‌های مجمع عمومی سازمان ملل
- دیوان دائمی داوری
- پناهندگان
- پیمان ماستریخت
- شورای اقتصادی و اجتماعی سازمان ملل
- کمیساریای عالی سازمان ملل برای پناهندگان
- آژانس کمک رسانی و کار سازمان ملل برای پناهندگان فلسطین در خاور نزدیک
- سیستم سازمان ملل
- کنوانسیون جهانی حق چاپ
- پیمان حق چاپ WIPO
- پیمان عملکرد و فنون برنامه WIPO
- سازمان بهداشت جهانی
- سازمان جهانی مالکیت معنوی
- سازمان تجارت جهانی